# Ialuronoglucosaminidasi
Le ialuronoglucosaminidasi (o ialuronidasi) sono enzimi appartenenti alla classe delle idrolasi che degradano l'acido ialuronico, idrolizzandone i legami 1→4 tra residui di N-acetil-β-D-glucosamina e di D-glucuronato.
Esse sono in grado di idrolizzare anche i legami 1,4-β-D-glicosidici tra N-acetilgalattosamina o N-acetilgalattosamina solfato e glucuronato nella condroitina tra N-acetilgalattosamina solfato e acido glucuronico nella condroitina, condroitina 4-solfato e 6-solfato e nel dermatano.
Catalizzando l'idrolisi dell'acido ialuronico, che è tra i maggiori costituenti della barriera intestinale, la ialuronidasi abbassa la viscosità dell'acido, aumentando la permeabilità del tessuto.
La ialuronidasi resiste bene all'essiccamento e all'invecchiamento.
È usata in medicina insieme ad altri farmaci per facilitarne la diffusione. Uno dei più comuni esempi è nella chirurgia oftalmica, dove vengono usate con anestetici locali. Può essere eventualmente usata previa consultazione di testi e trattati farmacologici, onde evitare interazioni con il chemioterapico e debitamente diluita nel trattamento dello stravaso di quest'ultimo.
Qualche batterio, come lo Staphylococcus aureus, lo Streptococcus pyogenes, o il Clostridium perfringens, produce ialuronidasi per avere una maggiore mobilità attraverso i tessuti del corpo umano e questo gli permette di non essere riconosciuto dai macrofagi del nostro sistema immunitario. Nella frazione globulinica del sangue esistono elementi (che non sono anticorpi), come le "anti-invasine di Haas", capaci di ostacolare l'invasione tissutale da parte dei germi patogeni produttori di ialuronidasi.
Nella fecondazione umana la ialuronidasi è rilasciata dall'acrosoma (ovvero la testa) dello spermatozoo per facilitare la sua penetrazione nell'ovulo, attivando così il concepimento.